# Беллингведде
Беллингведде (нидерл. Bellingwedde) — бывшая община на севере Нидерландов, в провинции Гронинген. Была образована в 1968 году путём объединения бывших общин Ведде и Беллингволде. 1 января 2018 года Беллингведде вместе с общиной Влагтведде была объединена в новую общину Вестерволде.